# Abbottina obtusirostris
Abbottina obtusirostris là một loài cá vây tia thuộc chi Abbottina được tìm thấy ở thượng nguồn Trường Giang thuộc tỉnh Tứ Xuyên, Trung Quốc.